# ارين إل. روت
ارين إل. روت (بالإنجليزية: Warren L. Root)‏ هو سياسي أمريكي، ولد في 1837. حزبياً، نشط في الحزب الجمهوري. وقد انتخب عضو جمعية ولاية ويسكونسن.